# Hylaeus bridwelli
Hylaeus bridwelli är en biart som beskrevs av Ikudome 1989. Hylaeus bridwelli ingår i släktet citronbin, och familjen korttungebin. Inga underarter finns listade i Catalogue of Life.